# Refervedor
Um refervedor é um trocador de calor normalmente utilizado para fornecer calor para a parte inferior da coluna de destilação industrial. Eles fervem o líquido da parte inferior de uma coluna de destilação para produzir os vapores que são retornados para a coluna para a unidade de separação por destilação.
A operação adequada do refervedor é vital para uma destilação eficaz. Em uma coluna de destilação clássica típica, todo vapor que conduz a separação vem do refervedor. O refervedor recebe uma corrente de líquido do fundo da coluna e pode, parcial ou completamente vaporizar essa corrente. O calor necessário para a vaporização é normalmente fornecido por vapor.